# 増山正賢

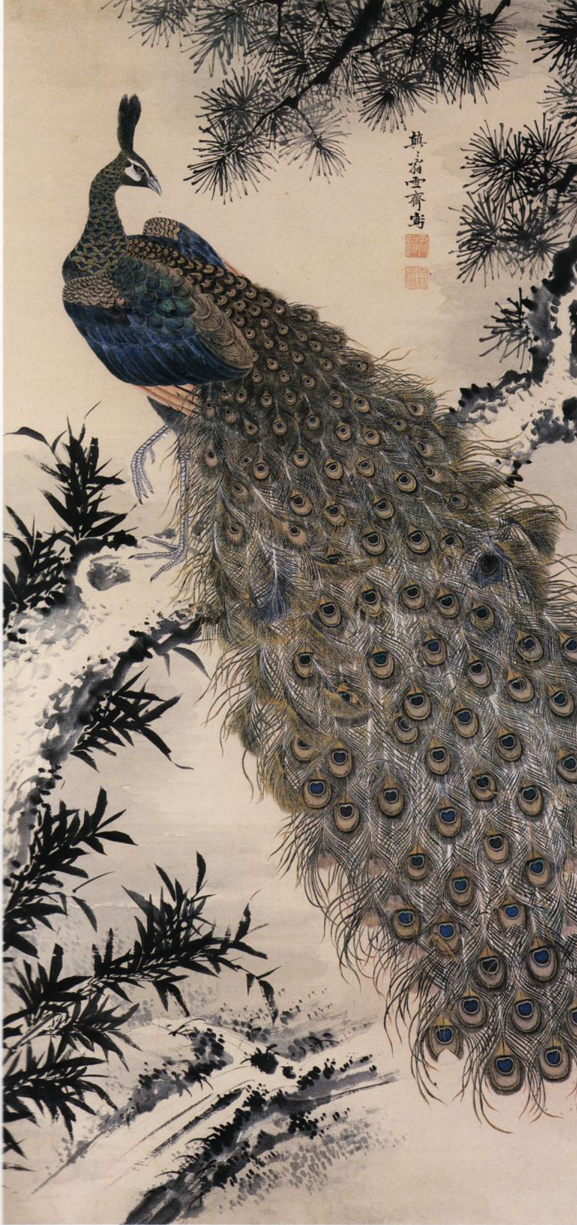
孔雀図 増山雪斎筆

増山 正賢（ましやま まさかた）は、江戸時代中期から後期の大名。伊勢長島藩第5代藩主。長島藩増山家6代。文人大名として知られ、多数の書画を画いている。

## 生涯
宝暦4年（1754年）10月14日、第4代藩主・増山正贇の長男として江戸に生まれる。幼名は千之丞、勇之丞。明和8年（1774年）11月15日、将軍徳川家治に御目見する。同年12月18日、従五位下・河内守に叙任する。安永5年（1776年）5月晦日、正贇の死去により、23歳で伊勢長島2万石の家督を相続する。大坂城加番などを歴任する。政治面では無能であったといわれているが、文化面に関しては当時において一流の人物だったと言われている。天明5年（1785年）8月には儒官の十時梅厓に命じて藩校・文礼館を創設し、孔子廟も創設している。また、多くの文化人を招聘して文治の発展に尽力した。正賢自身は山水画や花鳥画など書画に優れ、囲碁や煎茶などにもその芸域が及んだ。文芸に秀でた文人大名として尊敬を集めた。著書には『松秀園亭舎記』『煎茶式』などがある。
享和元年（1801年）7月5日、48歳で隠居し、長男の正寧に跡を継がせた。その後は江戸巣鴨の下屋敷に住んで悠々自適の生活を送っていたが、このように文化に溺れていったことが、幕府の奢侈禁止令に違反したとして文化元年（1804年）7月に謹慎処分に処されている。文政2年（1819年）1月29日に江戸築地で死去した。享年66。
墓所は東京都台東区上野寛永寺（勧善院）。現在、中野蓮華寺に墓所が移されている。

## 文人大名
風雅を愛でた文人大名としては、雪斎の号でよく知られる。書は趙陶斎から唐様を学び、画は木村蒹葭堂を師とした。南蘋派の精緻な画風は大名の余技とは思えぬほど優れており、田能村竹田などは気韻生動があるとして絶賛している。花鳥画を得意とし、特に虫類写生図譜『虫豸帖（ちゅうちじょう）』は本草学的にも貴重な資料となっている。また文人画風の山水図も画いた。
藩士の十時梅厓や春木南湖は雪斎に文人としての力量を見込まれて登用された。両名をそれぞれ長崎へ遊学させ、清人から画技を学ばせた。また幕臣の大岡雲峰や上條犀淵は雪斎の画業の弟子だったといわれる。
文人墨客との交わりを好み、その庇護者ともなった。酒造統制違反となり大坂を追われた木村蒹葭堂を自領に招き、窮地を救ったことは有名である。
その他に大田南畝、菊池五山、宋紫石、渡辺玄対、大窪詩仏、同じく文人大名で知られる福知山藩主朽木昌綱などと交流した。

## 作品
- 「虫豸帖」 東京国立博物館
- 「花鳥図」（1794年）三重県立美術館
- 「孔雀図」 名古屋市博物館
- 「村長居宅図」（1797年）桑名市照源寺

## 著作
- 『観奕記』享和3年（囲碁について）
- 『松秀園亭舎記』寛政5年（書画について）
- 『煎茶式』文化年刊（煎茶道について）

## 系譜
父母
- 増山正贇（父）
- 美代姫、法輪院（母） - 細川利恭の娘

正室、継室
- 道姫、法園院 - 稲垣定計の娘（正室）
- 麗容院、高須氏（継室）

子女
- 増山正寧（長男） 生母は道姫
- 毛利政明（次男） - 長門国清末藩第5代藩主
- 大岡忠移継室、生母は道姫
- 増 - 鈴木一道室

## 出典

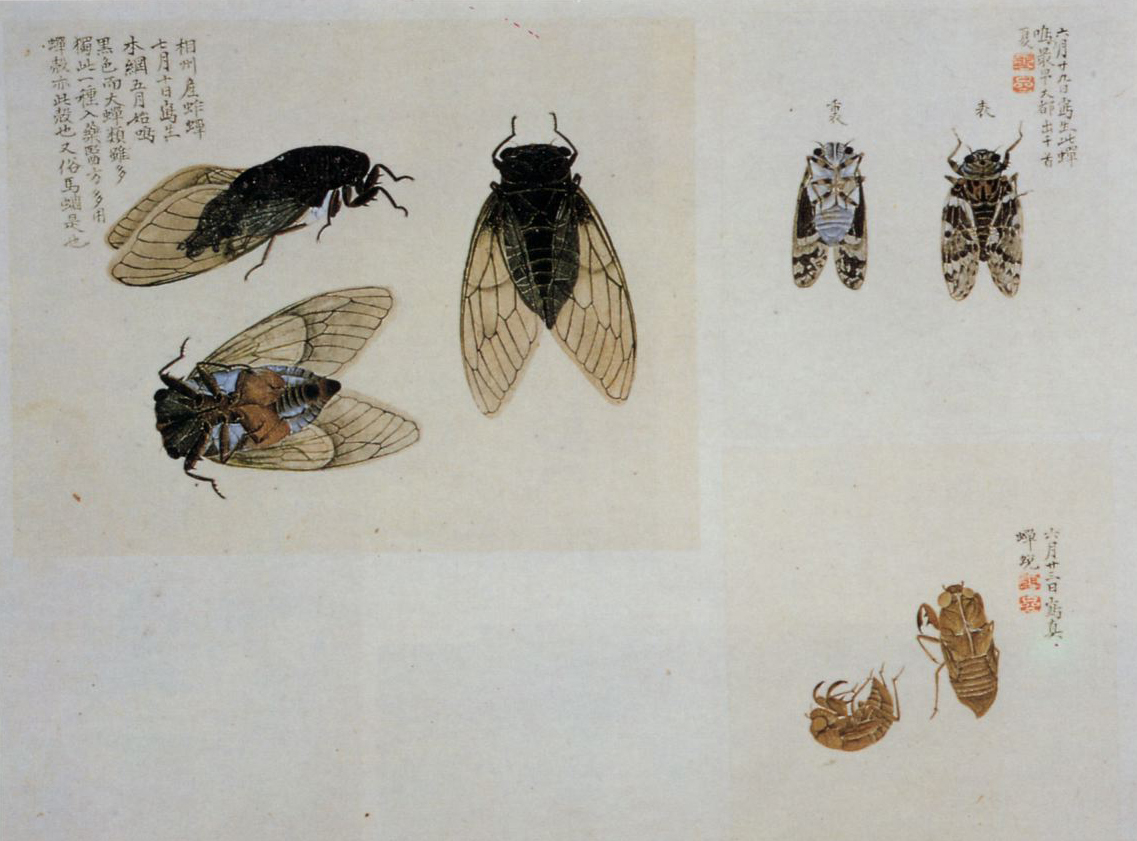
虫豸帖（夏帖）増山雪斎筆 東京国立博物館